# Recea-Cristur
Recea-Cristur (veraltet Rece-Crestur; ungarisch Récekeresztúr oder Hidegkeresztúr) ist eine Gemeinde im Kreis Cluj in der Region Siebenbürgen in Rumänien. Sie liegt im Somesch-Hochland im Nordwesten Siebenbürgens und besteht aus insgesamt neun Dörfern.

## Bevölkerung
Im Jahre 1992 wurden in der Gemeinde 1812 Einwohner registriert. 1669 davon waren Rumänen, 138 waren Roma und fünf waren Magyaren.

## Geschichte
Der Ort Recea-Cristur wurde 1320 erstmals erwähnt und war ursprünglich von Ungarn bewohnt. Um 1700 müssen Rumänen zahlenmäßig in den Vordergrund getreten sein; im Jahre 1706 wurde die ungarische reformierte Kirche von den Rumänen übernommen.